# NGC 5210
NGC 5210 is een spiraalvormig sterrenstelsel in het sterrenbeeld Maagd. Het hemelobject werd op 13 april 1784 ontdekt door de Duits-Britse astronoom William Herschel.

## Synoniemen
- UGC 8523
- MCG 1-35-3
- ZWG 45.10
- PGC 47678